# Melanoplus stegocercus
Melanoplus stegocercus är en insektsart som beskrevs av Rehn, J.A.G. och Morgan Hebard 1916. Melanoplus stegocercus ingår i släktet Melanoplus och familjen gräshoppor. Inga underarter finns listade i Catalogue of Life.